# Базарно-Мордовський Юрткуль
Базарно-Мордовський Юрткуль (рос. Базарно-Мордовский Юрткуль) — село в Старомайнському районі Ульяновської області Російської Федерації.
Населення становить 208 осіб. Входить до складу муніципального утворення Матвеєвське сільське поселення.

## Історія
Від 2004 року входить до складу муніципального утворення Матвеєвське сільське поселення.

## Населення
| 2010 |
| ---- |
| 208  |